# Procletes
Procletes is een geslacht van kreeftachtigen uit de klasse van de Malacostraca (hogere kreeftachtigen).

## Soort
- Procletes levicarina (Spence Bate, 1888)